# Seconda battaglia di Bull Run
La Seconda battaglia di Bull Run, o Seconda battaglia di Manassas, fu combattuta tra il 28 agosto e il 30 agosto del 1862, nell'ambito della Campagna della Virginia del Nord della guerra di secessione americana.
Ebbe luogo al culmine di un'offensiva scatenata dall'Armata della Virginia Settentrionale del generale confederato Robert E. Lee contro l'Armata della Virginia unionista del maggior generale John Pope. L'esito della battaglia fu una schiacciante vittoria confederata, ma l'esercito unionista rimase abbondantemente integro a paragone dell'esercito del generale Irvin McDowell dopo la Battaglia di Bull Run/Prima Manassas.

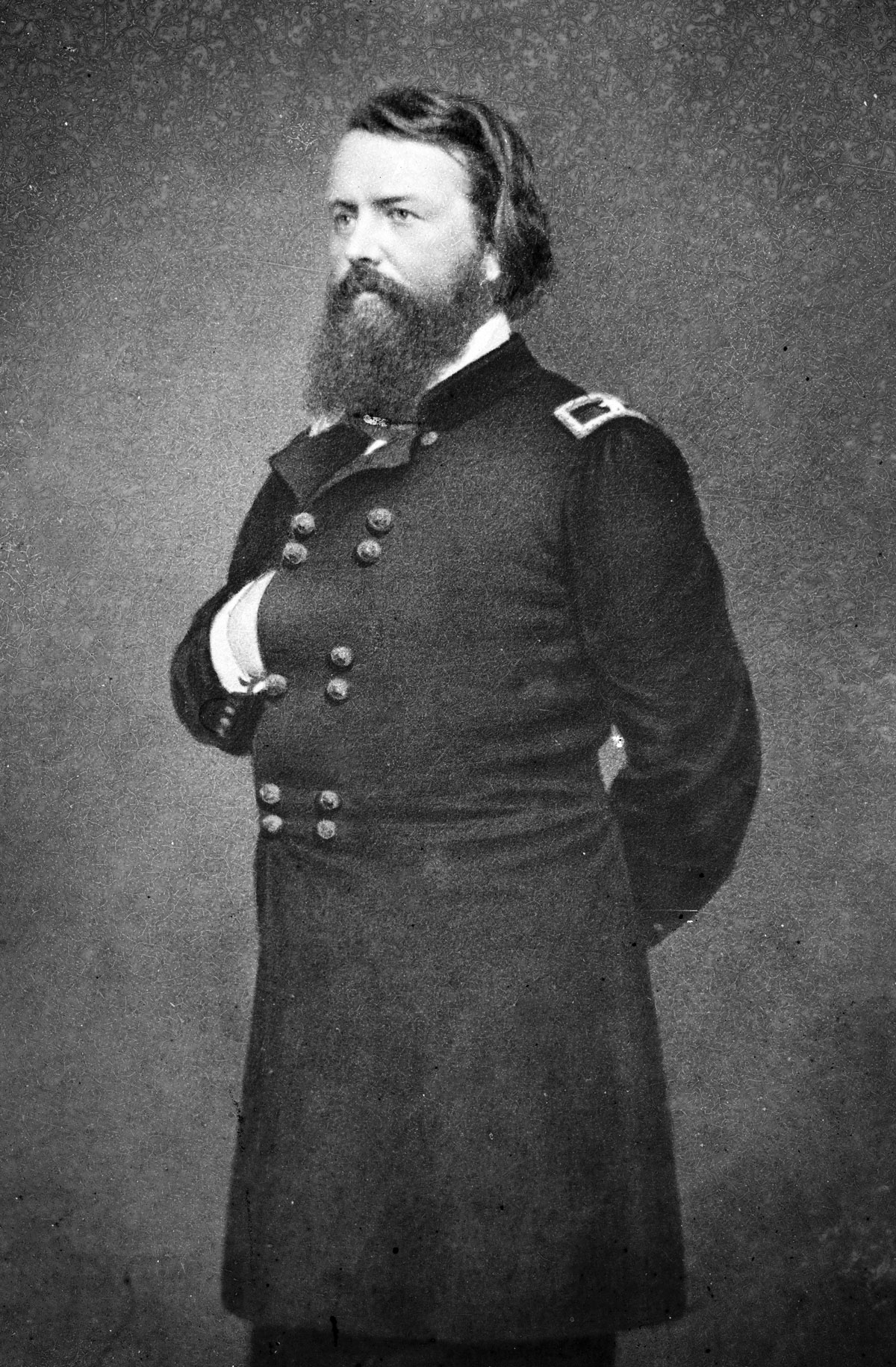
Il maggior generale John Pope (Unione)

## Premesse
Nel corso dell'ultima parte di giugno e dei primi di luglio 1862, l'esercito di Robert E. Lee fu in grado di rompere la stretta mortale dell'Unione intorno alla capitale confederata di Richmond (Virginia) e di gettar fuori dalla Penisola virginiana l'Armata del Potomac del maggior generale George B. McClellan. Avendo perso l'iniziativa, McClellan imbarcò il suo esercito su mezzi navali alla volta di Washington. Nel frattempo Lee intraprese una campagna contro l'Armata della Virginia di John Pope che stava minacciosamente appostato lungo il fiume Rapidan. Se all'esercito di Pope fosse stato consentito di unirsi a quello di McClellan, la loro forza combinata avrebbe superato i 180000 uomini: di gran lunga più numerosa di quella di Lee e del suo esercito che contava appena 60000 uomini.

## Campagna della Virginia settentrionale
Il 9 agosto il maggior generale confederato Stonewall Jackson sconfisse di misura il maggior generale unionista Nathaniel P. Banks a Cedar Mountain, inaugurando una serie di manovre tattiche che sarebbero culminate nel confronto presso il Bull Run. Dopo questo confronto, Lee inviò 30000 uomini al comando del maggior generale James Longstreet per rinforzare Jackson e rapidamente arrivò egli stesso per assumere il comando di quella forza combinata. Jeb Stuart guidò un'incursione di cavalleria nel quartier generale di Pope a Catlett Station nella notte del 22–23 agosto: dalla tenda del generale unionista vennero rubati vestiti, divise, 350000 dollari in contanti e — cosa più importante — la sua rubrica dei dispacci.
Dal suo esame Lee vide confermati i suoi timori: elementi dell'Armata di McClellan stavano provando a unirsi a Pope. Il Generale confederato progettò di distruggere immediatamente l'Armata della Virginia prima che essa potesse rafforzarsi. Il 25 agosto egli inviò Stonewall Jackson e 24000 uomini con un ampio movimento di fianco a circondare l'ala destra di Pope. Mentre il comandante unionista restava all'oscuro di ciò sul fiume Rappahannock, i soldati di Jackson s'infiltrarono attraverso il varco di Thoroughfare e misero le mani su un consistente magazzino di rifornimenti federali a Manassas Junction. Gli alimenti e il vestiario di cui i confederati s'impadronirono furono i benvenuti dopo una marcia forzata di 36 ore. I Confederati poi bruciarono tutto quanto non poterono prendere con sé.
Il 27 agosto Pope capì che la sua posizione era indifendibile e si mise in moto per intercettare Jackson da S-O, mentre il maggior generale e comandante in capo unionista Henry W. Halleck dirigeva le sue forze su Alexandria per muovere contro Manassas Junction e Gainesville da est. Nel frattempo, a Bristoe Station, la retroguardia di Jackson al comando del maggior generale Richard S. Ewell respingeva l'avanzata delle forze di Pope, guidate dal maggior generale Joseph Hooker. Con l'Armata di Pope che s'avvicinava da ovest, Jackson decise di arretrare il suo comando durante la notte in un vagone-letto d'una ferrovia che correva parallelamente al Warrenton Turnpike, sul lato orientale, prima di piegare verso nord.

## Battaglia

### 28 agosto
Lo scontro cominciò appena una colonna unionista, tenuta sotto controllo da parte di Jackson nei pressi della Brawner Farm, mosse lungo il Warrenton Turnpike. Nel tentativo di prevenire Pope dall'organizzare una forte posizione difensiva intorno a Centreville, Jackson rischiava però di essere numericamente sovrastato dalle forze nemiche prima che James Longstreet potesse unirsi a lui. Jackson ordinò un attacco sul fianco sinistro esposto della colonna affermando più tardi che "il conflitto fu qui feroce e sanguinoso". Il combattimento proseguì fin circa alle 21 (qualcuno dice mezzanotte), fin quando le forze unioniste arretrarono dal campo di combattimento. Le perdite furono pesanti per entrambi i contendenti.
Pope credeva di aver messo nel sacco Jackson e pensò di poterlo catturare prima che egli fosse rafforzato da Longstreet. Il dispaccio di Pope inviato la sera del 28 al mag. gen. Philip Kearny lo conferma in parte: "Il Gen. McDowell ha intercettato il nemico che si ritirava e ora lo fronteggia … A meno che stanotte egli non riesca a scappare lungo i sentieri che portano verso settentrione, egli (Jackson) dovrà essere catturato".

### 29 agosto
Jackson aveva iniziato la battaglia il 28 agosto con l'intenzione di infliggere a Pope un'umiliazione prima che Longstreet arrivasse col resto dell'Armata della Virginia Settentrionale. Il 29 agosto avrebbe confermato se i suoi uomini sarebbero stati o meno in grado di tenere le loro posizioni in faccia a un nemico numericamente superiore abbastanza a lungo prima di ricevere rinforzi.
Alle 10 del mattino le forze unioniste lanciarono una serie di attacchi sconnessi contro la posizione di Jackson. Il combattimento fu intenso e vi furono perdite su entrambi i fronti. La battaglia proseguì finché le forze federali non cessarono l'offensiva nel tardo pomeriggio.
I Corpi d'armata di Longstreet arrivarono sul terreno all'incirca alle 11 del mattino e presero posizione sul fianco destro di Jackson. Del suo arrivo apparentemente non fu informato Pope fino al pomeriggio inoltrato quando una parte degli uomini di Longstreet respinse una puntata unionista. In attesa dell'arrivo di Longstreet, la linea confederata fu allungata di più di un miglio in direzione sud. Il fianco sinistro di Pope era indifeso: un invito perché esso fosse attaccato dalle truppe fresche di Longstreet.

### 30 agosto

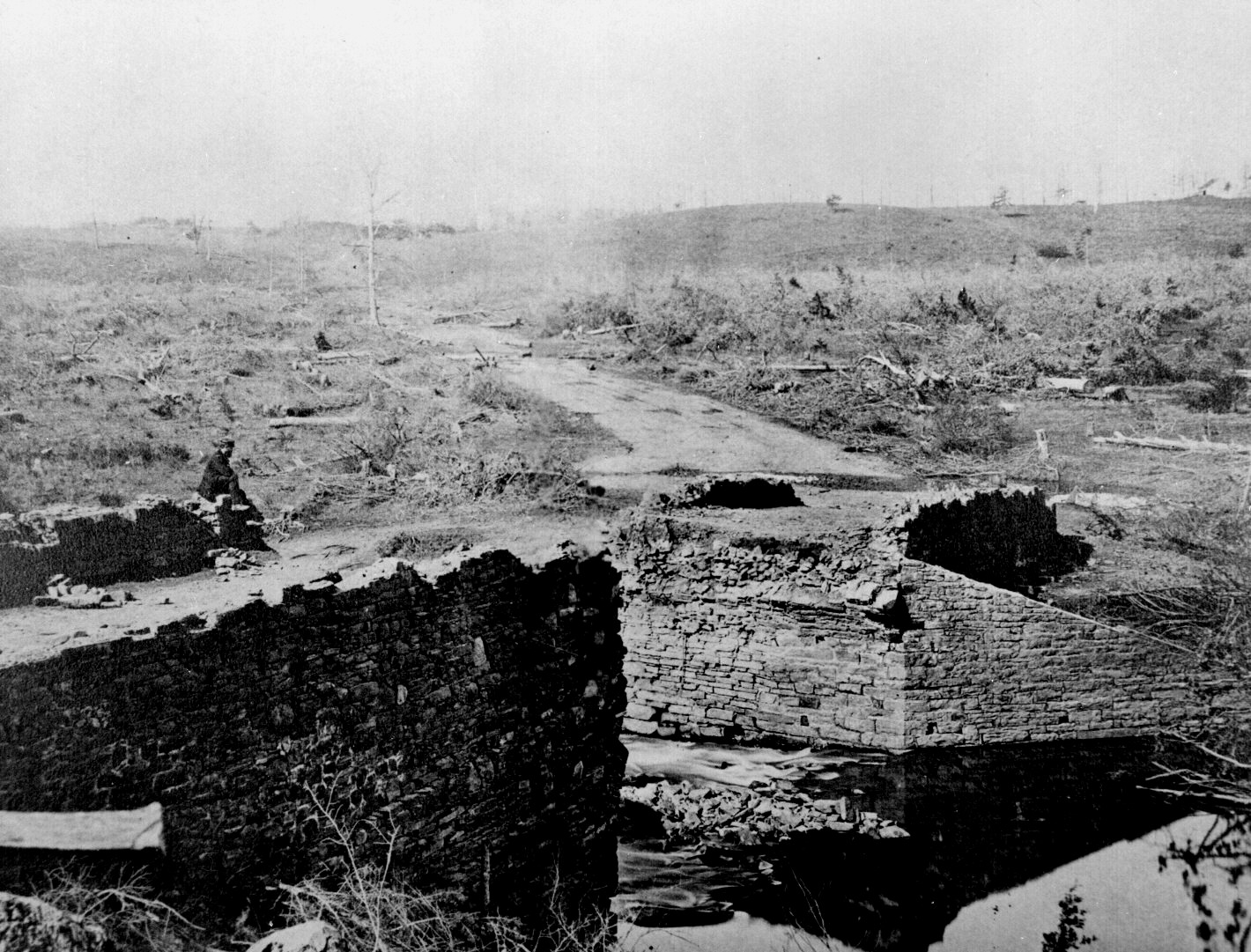
Resti di un ponte sul Bull Run distrutto nella battaglia

All'alba le truppe di Jackson arretrarono dalle posizioni avanzate che avevano conquistato mentre respingevano gli attacchi unionisti. Pope vide ciò come la dimostrazione di una ritirata e, sebbene fosse ora conscio che Longstreet s'era unito a Jackson, si decise con convinzione a spingersi avanti. Il suo ordine fu: «Le … forze si lanceranno immediatamente all'inseguimento del nemico ed effettueranno contro di esso una vigorosa pressione per l'intera giornata …».
Dopo una serie di scaramucce lungo tutta la giornata, Pope si mosse in forze contro la posizione tenuta da Jackson verso le 15. Jackson così descrisse l'assalto: "In pochi attimi la nostra intera linea fu impegnata in un feroce e cruento combattimento col nemico. Nel momento in cui una linea del nemico era respinta, un'altra prendeva il suo posto e premeva in avanti, come spinta dalla forza del numero e dall'impeto, al fine di allontanarci dalla nostra posizione".
Mentre le forze dell'Unione erano impegnate con Jackson, Lee ordinò a Longstreet di avanzare. Le forze di Longstreet, che potevano contare su 28000 elementi condotti dalle brigate di John B. Hood, si lanciarono in avanti e si abbatterono sul fianco sinistro unionista mentre Jackson teneva saldamente la sua posizione. Nel momento in cui gli uomini di Longstreet si spinsero in avanti, l'Armata della Virginia arretrò e cominciò a vacillare sul campo di battaglia.
Secondo l'espressione usata da Jackson: «Appena Longstreet cominciò a premere sulla destra dei federali, la loro progressione fu frenata e subito fu ordinata un'avanzata generale della mia intera linea di combattimento. Rabbiosamente e ferocemente ogni Brigata premette in avanti, avviando su ogni parte del terreno scontri serrati e mortali combattimenti, spesso non documentabili nello scompiglio della battaglia. I Federali cedettero terreno alle nostre truppe, arretrarono in disordine e fuggirono precipitosamente, abbandonando i loro morti e feriti sul terreno».
Elementi dell'esercito di Pope si arrestarono all'Henry House Hill — ironicamente lì dove la Brigata virginiana di Stonewall Jackson s'era accampata durante la prima battaglia di Bull Run — e condusse un'accanita resistenza finché l'oscurità non mise fine alla battaglia. Le forze unioniste abbandonarono il terreno in modo senz'altro più organizzato di quanto non era invece accaduto subito dopo la prima battaglia di Bull Run.

## Conseguenze
Incapace di sfuggire al biasimo per questa debacle, Pope fu rilevato dal comando. Al contrario le speranze della Confederazione rifulsero come non mai. Nel giro di una settimana l'avanguardia dell'Armata della Virginia Settentrionale avrebbe varcato il fiume Potomac per la Campagna del Maryland, andando incontro a un fatale scontro con l'Armata del Potomac su una cresta chiamata Antietam.